# Apolipoprotein B
Apolipoprotein B (APOB ili ApoB) je apolipoprotein kojeg nalazimo u lipoproteinskim česticima u krvi čovjeka. Protein se nalazi u krvi čovjeka u dvije glavne izofrome, kao APOB48 i APOB100. 
APOB48 se sintetizira gotovo isključivo u stanicama tankog crijeva, dok se APB100 sintetizira u jetri. Obje izofrome kodira jedan gen (APOB) i jedna mRNK. Do razlike dolazi zbog uređivanja RNK, kojim nastaje stop kodon (UAA). Tako da APOB48 sadrži 48% sekvenci APOB100 molekule. Uređivanje mRNK prije translacije u protein, vrši holoenzim kojeg čini enzim APOBEC-1 (engl.: apolipoprotein B mRNA editing enzyme, catalytic polypeptide 1) i brojni kofaktori. Uređivanje nalazimo u stanicama tankog crijeva, a u manjim količinama, zajedno s APOB100 i u stanicama debelog crijeva, želuca i bubrega. Uređivanje mRNK sesa vremenom postupno povećava, a varira ovisno o dijeti, te izloženosti alkoholu i hormonima.
APOB48 molekula je koju nalazimo samo u hilomikronima tankog crijeva. Nakon što hilomikron ostane gotovo bez lipida APOB48 u jetrene stanice ulazi endocitozom i ondje se razgrađuje.
APOB100 nalazimo u lipoproteinima porijeklom iz jetre (VLDL, IDL, LDL). Nalazimo jednu molekulu APOB100 po lipoproteinu koji je nastao u jetri. Tako da kvantificiranjem lipoproteina znamo i broj APOB100 molekula. 
Mutacija gena APOB može uzrokovati jedan od oblika hipobetalipoproteinemije i jedan od oblika obiteljske hiperkolesterolemije.